# Avengers vs. X-Men
«Avengers vs. X-Men» (рус. «Мстители против Людей-Икс») — ограниченная кроссовер-серия комиксов, издаваемых с апреля 2012 года издательством «Marvel Comics». Сюжет серии комиксов, состоящей из 12 номеров, разворачивается вокруг возвращения Феникса на Землю и последующей войны Мстителей и Людей-Икс друг с другом. В качестве сценаристов серии выступили Джейсон Аарон, Брайан Майкл Бендис, Эд Брубейкер, Джонатан Хикман и Мэтт Фрэкшн, а в качестве художников — Джон Ромита-младший, Оливье Койпел и Адам Куберт.
Событию предшествовали четыре номера комикса «Avengers: X-Sanction» за авторством Джефа Лоуба и Эда Макгиннеса, а также нулевой выпуск издания «Avengers vs. X-Men». Для описания событий, связанных с кроссовером и происходящих в одно время с ним, были созданы такие серии, как «AVX: VS» и «Avengers vs. X-Men: Infinite».
Несмотря на неоднозначные отзывы критиков, серия «Avengers vs. X-Men» имела коммерческий успех и с апреля по сентябрь 2012 года лидировала в чартах продаж комиксов. События серии привели к изменению статуса-кво мира «Marvel», перезапуску старых и запуску новых серий комиксов под знаком «Marvel NOW!».

## Сюжет

### Предшествующие события
Сэм Александр, член Корпуса Новы, прибывает на родную планету Терракса с предупреждением, но прежде, чем он успевает доставить его, Терракс вовлекает его в бой. Однако битва прерывается приходом Феникса, предупредить о возвращении которого и собирался Александр. Терракс впоследствии умирает, а Александр отправляется на Землю — планету, куда теперь держит курс Феникс.
Кейбл, считавшийся погибшим после событий Второго пришествия, возвращается из будущего после того, как узнаёт из уст Кузнеца о том, что Мстители каким-то образом ответственны за смерть Хоуп Саммерс и последующие не менее ужасные происшествия. Для предотвращения смерти Хоуп он разрабатывает план уничтожения Мстителей, прежде чем они смогут причинить ей вред. Кейбл первым привлекает внимание Мстителей, сбив тюремный транспортный самолёт. Пока Мстители отлавливают пытавшихся сбежать заключённых, Кейбл похищает супергероя Сокола. Капитан Америка следует за ручной птицей похищенного, которая приводит его к месту заключения Сокола, но, в конечном итоге, Капитан Америка попадает в засаду, устроенную Кейблом. После чего Кейбл побеждает Железного человека с помощью технологий будущего. Неожиданно прибывает Красный Халк и застаёт врасплох Кейбла, последний заражает Красного Халка техно-органическим вирусом. Полагая, что Кейбл зашёл слишком далеко, Кузнец посылает Циклопа и Хоуп остановить его. Герои умоляют Кейбла освободить Мстителей, но всему мешает прибытие Человека-паука и Росомахи. В то время, как Кейбл отвлекается и вступает в бой с Человеком-пауком и Росомахой, Хоуп под руководством Кузнеца освобождает захваченных Мстителей, а Красный Халк выдворяет техно-органический вирус из своего тела. Подхвативший вирус Кейбл позволяет Мстителям покинуть его логово и отправляется на Утопию. Кузнец рассказывает Хоуп, что она всё ещё может спасти Кейбла; для этого ей придётся поглотить техно-органический вирус, используя Силу Феникса. После полного исцеления Кейбл сообщает Циклопу, что, во-первых, Хоуп действительно является Фениксом, а, во-вторых, она нуждается в его помощи и защите, ведь война Мстителей и Людей-Икс не за горами.

### Сюжет
После события «Дня М» Алая ведьма решает реабилитироваться в глазах Мстителей и решает начать свою новую деятельность с нападения на конвой ЦИИ. В ходе битвы Ванда истощилась, но ей на помощь подоспели Мстители, чем спасли её. Мисс Марвел приглашает её в особняк мстителей, где её тепло встречают все члены команды за исключением Вижна, который обвиняет Ванду в предательстве и просит её удалиться.
В это время на острове Утопия Циклоп обсуждает будущее мутантов совместно с Хоуп Саммерс, считая, что она мессия мутантов. В итоге Циклоп раздражает Хоуп, которая оглушает его его же лучами и уходит в неизвестном направлении.
Общество Змей грабит банк, Хоуп прибывает на место преступления и останавливает его. Подоспевшие Люди Икс забирают мутантку обратно на Утопию.
Мстители находятся в своей башне, как вдруг небесное тело прилетает на Землю и сбивает самолет. Команда начинает спасать людей и обнаруживает, что небесное тело — Нова, который сообщает Мстителям, что прибытие Феникса на Землю неизбежно и что он ищет себе нового носителя. Вскоре Нова впадает в кому.

### Пролог
- «Marvel Point One» (спецвыпуск)
- «Avengers vs. X-Men Program» (бесплатный спецвыпуск)
- «Avengers: X-Sanction» № 1—4[8]
- «Avengers vs. X-Men» № 0[9]

### Основная серия
- «Avengers vs. X-Men» № 1—12[10]

### Ответвления
- «AVX: VS» № 1—6[11]
- «Avengers vs. X-Men: Infinite» № 1, 6, 10
- «Avengers» № 25—30[12]
- «Uncanny X-Men» № 11—19[13][14]
- «New Avengers» № 24—30[15][16]
- «Wolverine and the X-Men» № 9—16, 18[17]
- «Secret Avengers» № 26—28[18][19]
- «X-Men: Legacy» № 266—270[20][21]
- «Avengers Academy» № 29—33[22]

### Послесловие
- «AvX: Consequences» № 1—5
- «A+X»

### Побочные серии
- «A-Babies vs. X-Babies» № 1 (нарисованный художником Скотти Янгом и группой иллюстраторов «Гурихиру» спецвыпуск, сюжет которого базируется на вариантной обложке одного из комиксов серии «Avengers vs. X-Men»)

## Коллекционные издания
Связанные с серией истории были собраны в следующие тома:
| Название                                                      | Включённые выпуски | ISBN                |
| ------------------------------------------------------------- | --- | ------------------- |
| «Avengers vs. X-Men»                                          | «Avengers vs. X-Men» № 0—12, «AvX: VS» № 1—6; «Avengers vs. X-Men: Infinite» № 1, 6, 10; материалы из «Marvel Point One» | ISBN 978-0785163176 |
| 3 том «Uncanny X-Men» за авторством Кирона Гиллена            | «Uncanny X-Men» № 11—14                                                                                                  | ISBN 978-0785159971 |
| 3 том «Wolverine and the X-Men» за авторством Джейсона Аарона | «Wolverine and the X-Men» № 9—13                                                                                         | ISBN 978-0785159995 |
| 4 том «New Avengers» за авторством Брайана Майкла Бендиса     | «New Avengers» № 24—30                                                                                                   | ISBN 978-0785161561 |
| 2 том «Secret Avengers» за авторством Рика Ремендера          | «Secret Avengers» № 26—31                                                                                                | ISBN 978-0785161202 |
| 4 том «Uncanny X-Men» за авторством Кирона Гиллена            | «Uncanny X-Men» № 15—20                                                                                                  | ISBN 978-0785165293 |
| 4 том «Wolverine and the X-Men» за авторством Джейсона Аарона | «Wolverine and the X-Men» № 14—17                                                                                        | ISBN 978-0785165422 |
| 4 том «Avengers» за авторством Брайана Майкла Бендиса         | «Avengers» № 25—30 | ISBN 978-0785160793 |
| «Avengers vs. X-Men: Avengers»                                | «Avengers Academy» № 29—33, «Secret Avengers» № 26—28                                                                    | ISBN 978-0785165811 |

## Вне комиксов

### Телевидение
- Обложку одного из выпусков ограниченной серии комиксов «Avengers vs. X-Men» можно увидеть в двадцать втором эпизоде первого сезона американского сериала «Однажды в сказке», транслирующегося телеканалом «Эй-би-си».[23]

### Компьютерные игры
- Сюжет ограниченной кроссовер-серии комиксов «Avengers vs. X-Men» был адаптирован в качестве третьей специальной миссии в пошаговой компьютерной игре «Marvel: Avengers Alliance», разработанной компанией «Playdom» и размещенной в социальной сети «Facebook».